# 魯恩克山
72°5′S 3°38′E / 72.083°S 3.633°E
魯恩克山是南極洲的山峰，位於東部南極洲的毛德皇后地，屬於穆利格-霍夫曼山脈中費斯特寧加山的一部分，海拔高度2,535米，由德國的探險隊發現。